# 蹴球少女
《蹴球少女》（FOOTBALL GIRL）是若宮弘明的校園漫畫作品，於講談社的漫畫雜誌《good!Afternoon》創刊號上開始連載，至2014年連載完畢。單行本全10卷。

## 劇情簡介
榊原優希因為嚮往職業足球員，所以在進入栖鳳中學後，加入足球社。但是足球社卻遭到藤咲鈴佔領，只剩下兩名女性社員，榊原優希為了繼續足球生涯，只好與藤咲鈴合作，到處尋找新社員。

## 登場人物

### 栖鳳中學

#### 足球社
栖鳳中學是足球的名門學校，但是藤咲鈴入社後、其他社員紛紛退出，最後只剩下藤咲鈴與城之内彩音兩個人。
榊原優希（さかきばら ゆうき）
守備位置為MF（ボランチ）。背號是10號。
是1年級學生，因為嚮往職業足球員，想要加入足球社。後來因為輸給藤咲鈴，遭到強迫入社。
他與内藤進一及松島美由紀是青梅竹馬。
藤咲鈴（ふじさき りん）
守備位置為MF（トップ下）。背號是9號。
她入社之後、其他社員紛紛退出，目前是足球社的社長。
擁有一流的足球技術，身體也相當柔軟。
城之内彩音（じょうのうち あやね）
守備位置為DF（左サイドバック）。背號是5號。
她原本與藤咲鈴是足球社僅有的成員。
相原洋子（あいはら ようこ）
守備位置為FW。背號是7號。
是1年級學生。原本是籃球社社員，籃球比賽輸給榊原優希後被迫加入足球社。
九条七實（くじょう ななみ）
守備位置為FW。背號是11號。
她是栖鳳中學的學生會長九条一姫的妹妹。
大山真子（おおやま まこ）
守備位置為GK。背號是1號。
是2年級學生。原本是空手道社社員，本家是道場。
小澤佳代（おざわ かよ）
守備位置為DF（センターバック）。背號是2號。
是1年級學生。原本是柔道社社員。
速水麗華（はやみ れいか）
守備位置為MF（右サイドハーフ）。背號是6號。
是2年級學生。原本是游泳社社員，肺活量很大。
御堂由紀繪（みどう ゆきえ）
守備位置為MF（左サイドハーフ）。背號是8號。
是3年級學生。原本是弓道社社員，也是足球社年紀最大的成員。
麻倉由嘉利（あさくら ゆかり）
守備位置為DF（センターバック）。背號是3號。
是1年級學生。原本是文學社社員。
影山怜士郎（かげやま れいじろう）
守備位置為:DF（右サイドバック）。背號是4號。
是足球社少數的男社員之一，存在感很薄弱。

#### 其他
九条一姫（くじょう いちひめ）
九条七實的姐姐、也是栖鳳中學的學生會長。擅長合氣道。
影山良平（かげやま りょうへい）
原本是足球社的社長，藤咲鈴入社後、他退出足球社。

### 龍洞高中
内藤進一（ないとう しんいち）
龍洞高中足球社社員，是榊原優希的青梅竹馬。
松島美由紀（まつしま みゆき）
龍洞高中足球社經理，是榊原優希的青梅竹馬。

## 出版書籍
| 冊數 | 講談社        | 講談社                 | 東立出版社     | 東立出版社             | 封面人物    |
| 冊數 | 發售日期      | ISBN                   | 發售日期       | ISBN                   | 封面人物    |
| ---- | ------------- | ---------------------- | -------------- | ---------------------- | ----------- |
| 1    | 2010年2月5日  | ISBN 978-4-06-310629-9 | 2011年6月15日  | ISBN 978-986-10-6777-3 | 鈴          |
| 2    | 2010年5月7日  | ISBN 978-4-06-310659-6 | 2011年6月15日  | ISBN 978-986-10-6778-0 | 七実        |
| 3    | 2010年11月5日 | ISBN 978-4-06-310706-7 | 2011年12月10日 | ISBN 978-986-10-6779-7 | 彩音        |
| 4    | 2011年7月7日  | ISBN 978-4-06-310759-3 | 2012年4月10日  | ISBN 978-986-10-8393-3 | 洋子        |
| 5    | 2012年3月7日  | ISBN 978-4-06-387809-7 | 2012年11月5日  | ISBN 978-986-10-9954-5 | 鈴&優希     |
| 6    | 2012年11月7日 | ISBN 978-4-06-387847-9 | 2013年9月30日  | ISBN 978-986-324-608-4 | 麗華        |
| 7    | 2013年6月7日  | ISBN 978-4-06-387892-9 | 停止出版       | 停止出版               | 由嘉利      |
| 8    | 2014年2月7日  | ISBN 978-4-06-387952-0 | 停止出版       | 停止出版               | 麗華&由紀絵 |
| 9    | 2014年11月7日 | ISBN 978-4-06-388005-2 | 停止出版       | 停止出版               | 佳代        |
| 10   | 2014年11月7日 | ISBN 978-4-06-388006-9 | 停止出版       | 停止出版               | 鈴&優希     |

## 外部連結
- 蹴球少女 / 若宮弘明 - Afternoon官方網站 - Moai （页面存档备份，存于）